# Albin Lagergren
Albin Lagergren (* 11. September 1992 in Varberg) ist ein schwedischer Handballspieler.

## Karriere

### Verein
Albin Lagergren begann das Handballspielen in seiner Geburtsstadt bei HK Varberg. Nachdem der Rückraumspieler in der Saison 2011/12 für Redbergslids IK aufgelaufen war, kehrte er nach Varberg zurück. Im Sommer 2013 wechselte Lagergren zum schwedischen Erstligisten IFK Kristianstad und gewann 2015, 2016, 2017 und 2018 die schwedische Meisterschaft. Ab der Saison 2018/19 stand er beim deutschen Bundesligisten SC Magdeburg unter Vertrag. Im Sommer 2020 wechselte er zu den Rhein-Neckar Löwen, mit denen er den DHB-Pokal 2022/23 gewann. Zur Saison 2023/24 kehrte er zum SC Magdeburg zurück. Beim IHF Super Globe 2023 gewann er erstmals die Klub-Weltmeisterschaft. Weiterhin gewann er mit dem SCM den DHB-Pokal 2023/24 und die deutsche Meisterschaft. In der EHF Champions League 2024/25 gewann er mit dem SCM das Finale gegen die Füchse Berlin.

### Nationalmannschaft
Lagergren gewann mit der schwedischen Junioren-Auswahl die U-21-Weltmeisterschaft 2013. Seit dem Jahr 2016 gehört er dem Kader der schwedischen Nationalmannschaft an. Nachdem sich Johan Jakobsson bei den Olympischen Spielen 2016 in Rio de Janeiro verletzt hatte, rückte er ins schwedische Aufgebot nach. Bei der Weltmeisterschaft 2017 erzielte er 24 Treffer in 7 Partien. Mit Schweden nahm er an der Europameisterschaft 2018 teil. Nach dem Abschluss der Hauptrunde war das Turnier für ihn aufgrund einer Gehirnerschütterung zu Ende. Mit Schweden nahm er an den Olympischen Spielen in Tokio teil. Bei der Europameisterschaft 2022 bestritt er alle neun Spiele auf dem Weg zum Titelgewinn und warf dabei 20 Tore. Beim Gewinn der Bronzemedaille bei der Europameisterschaft 2024 bestritt er alle neun Spiele und warf 24 Tore. Bei den Olympischen Spielen in Paris schied er mit Schweden im Viertelfinale aus. Bei der Weltmeisterschaft 2025 warf er 37 Tore in sechs Spielen und belegte mit dem Team den 14. Platz.

### Auszeichnungen
Im Mai 2025 wurde Lagergren zu Schwedens Handballer des Jahres gekürt.

### Erfolge
- 4× Schwedischer Meister: 2014/15, 2015/16, 2016/17 und 2017/18
- 1× Deutscher Meister: 2023/24
- 2× DHB-Pokalsieger: 2022/23 und 2023/24
- 1× Vereinsweltmeister: 2023/24
- 1× EHF-Champions-League-Sieger: 2024/25
- 1× Europameister: 2022
- 1× Bronze bei der EM: 2024
- 1× U-21-Weltmeister: 2013

### Saisonbilanzen
| Saison    | Verein             | Liga           | Spiele | Tore | 7m | Feldtore |
| --------- | ------------------ | -------------- | ------ | ---- | -- | -------- |
| 2013/14   | IFK Kristianstad   | Handbollsligan | 30     | 075  | 30 | 045      |
| 2014/15   | IFK Kristianstad   | Handbollsligan | 27     | 052  | 05 | 047      |
| 2015/16   | IFK Kristianstad   | Handbollsligan | 29     | 091  | 17 | 074      |
| 2016/17   | IFK Kristianstad   | Handbollsligan | 31     | 099  | 06 | 093      |
| 2017/18   | IFK Kristianstad   | Handbollsligan | 28     | 116  | 04 | 112      |
| 2018/19   | SC Magdeburg       | Bundesliga     | 26     | 080  | 0  | 080      |
| 2019/20   | SC Magdeburg       | Bundesliga     | 23     | 048  | 0  | 048      |
| 2020/21   | Rhein-Neckar Löwen | Bundesliga     | 30     | 087  | 0  | 087      |
| 2021/22   | Rhein-Neckar Löwen | Bundesliga     | 29     | 052  | 02 | 050      |
| 2022/23   | Rhein-Neckar Löwen | Bundesliga     | 33     | 094  | 02 | 092      |
| 2023/24   | SC Magdeburg       | Bundesliga     | 33     | 069  | 0  | 069      |
| 2024/25   | SC Magdeburg       | Bundesliga     | 33     | 095  | 0  | 095      |
| 2013–2019 | alle               | Handbollsligan | 145    | 433  | 62 | 371      |
| 2019–2025 | alle               | Bundesliga     | 174    | 525  | 04 | 521      |
| 2013–2025 | alle               | alle           | 319    | 958  | 66 | 892      |